# Villa Rana
La villa Rana (finnois : Villa Rana), est un bâtiment construit sur Seminaarinmäki à Jyväskylä en Finlande.

## Galerie

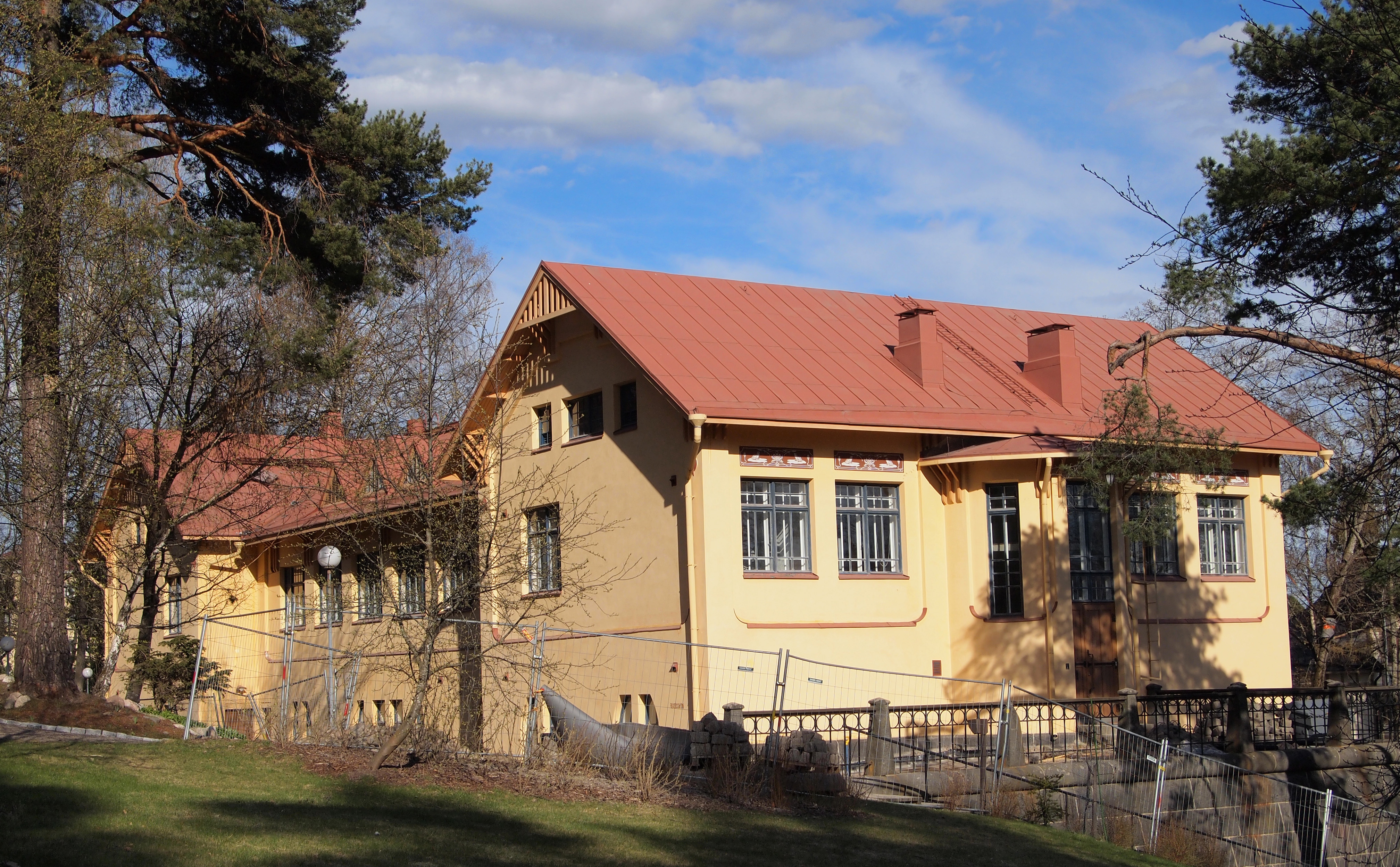
La Villa Rana en avril 2014.
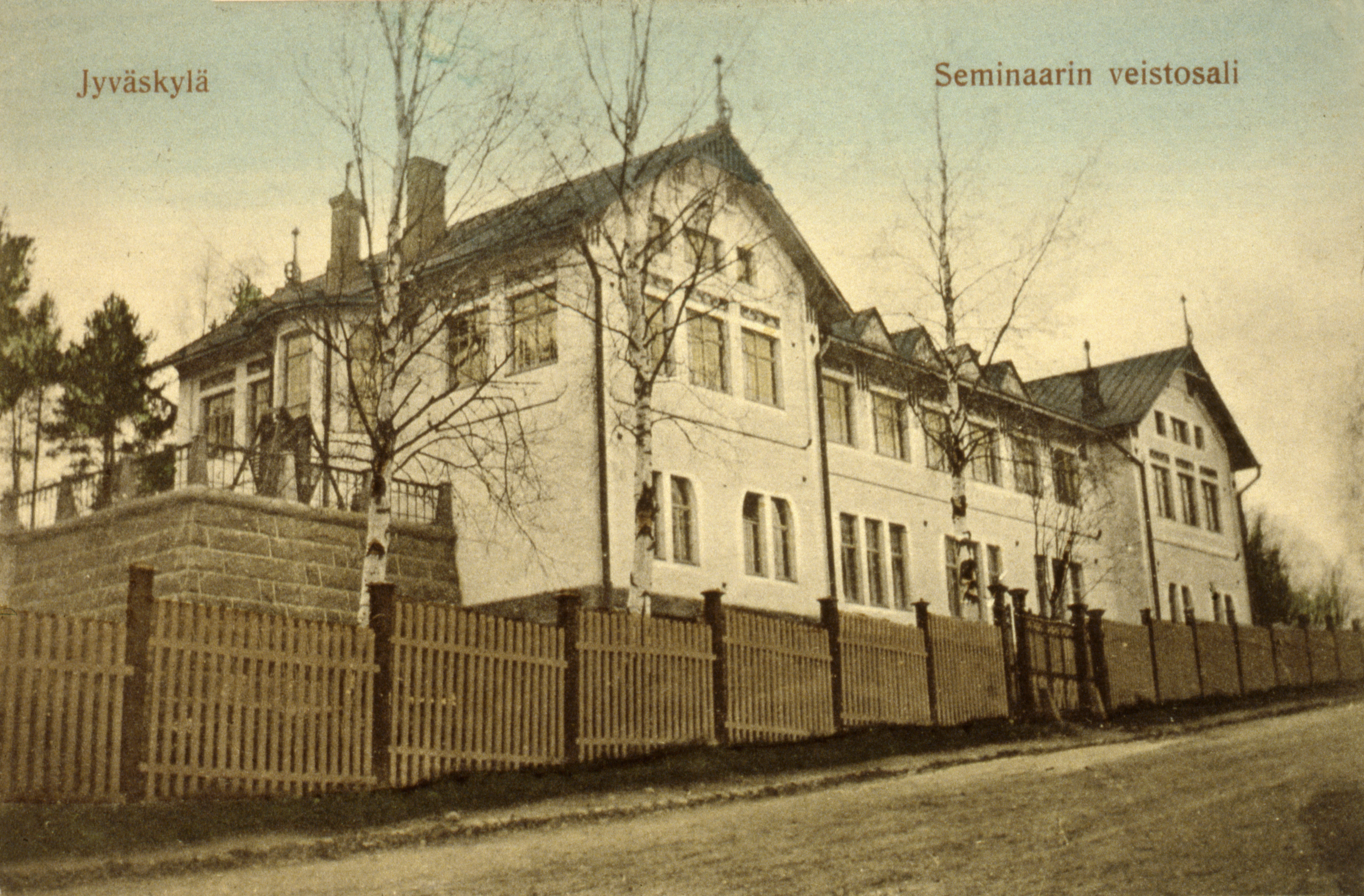
La villa Rana vue de la rue Seminaarinkatu.